# Phialophora brevicollaris
Phialophora brevicollaris är en svampart som beskrevs av W. Gams 1976. Phialophora brevicollaris ingår i släktet Phialophora och familjen Herpotrichiellaceae.   Inga underarter finns listade i Catalogue of Life.